# Teresa Weatherspoon
Pour les articles homonymes, voir Weatherspoon.
Teresa Weatherspoon, née le 8 décembre 1965 à Pineland au Texas, est une joueuse américaine de basket-ball, devenue entraîneuse. En tant que joueuse, elle possède à son palmarès un titre de championne de la National Collegiate Athletic Association (NCAA) et un titre olympique avec la sélection américaine lors des jeux olympiques de 1988 à Séoul. Elle remporte également une médaille de bronze lors de l'édition suivante de Barcelone.

## Biographie

### Carrière de joueuse
Surnommée T-Spoon par ses fans, elle effectue sa carrière universitaire avec les Lady Techsters de Louisiana Tech, avec lesquelles elle dispute le tournoi final de la NCAA lors de ses quatre saisons, atteignant à deux reprises le Final Four et remportant le titre en 1988. La même année, elle est récompensée du Wade Trophy. Elle est également nommée Kodak All-American deux fois consécutivement, en 1987 et 1988. Durant ses quatre années, elle remporte 118 victoires pour 14 défaites et présente des statistiques sont de 1 087 points, 958 passes et 411 interceptions, ce qui la place encore, à l'issue de la saison 2009-2010, à la première place de l'histoire de l'université dans ces deux dernières catégories statistiques. 
Membre de l'équipe américaine de basket-ball, avec qui elle a obtenu le titre mondial au Championnat du monde 1986, elle participe à ses premiers Jeux olympiques. Elle obtient ainsi la médaille d'or aux Jeux olympiques d'été de 1988 de Séoul.
Après sa carrière universitaire, elle évolue pendant 8 saisons en Europe.
En 1997, elle est choisie par le Liberty de New York pour la saison inaugurale de la WNBA en 1997. Elle termine cette première saison en tant que meilleure défenseur de la Ligue. Elle termine meilleure passeuse et meilleure interceptrice de la ligue. Elle a également participé aux tournées promotionnelles de la WNBA, en 1997 en Europe puis l'année suivante au Brésil.
La saison suivante, elle confirme son titre de meilleure défenseur et renouvelle sa première place au classement des interceptrices. Ses qualités d'interceptrice et de passeuse sont confirmées par une deuxième place dans les deux catégories lors de la saison 1999. Cette saison est également l'année du premier All-Star Game de la ligue, compétition dont elle fait partie de l'un des deux cinq débutant la rencontre. Cette performance est renouvelée lors des trois éditions suivantes.
Lors des Finales WNBA de la saison 1999, elle réussit un des tirs les plus légendaires de l'histoire de la WNBA pour sauver son équipe de l'élimination et égaliser à une manche partout en réussissant de son demi-terrain un tir de très longue distance face aux Comets de Houston, connu comme « The Shot ».
Après avoir passé la barre des 1 000 points pour les Liberty en 2001, elle devient la première joueuse de WNBA à atteindre cette marque pour les passes, devenant également la première atteindre cette marque dans les deux catégories statistiques des passes et des points. En 2002, elle était l'une des cinq joueuses à n'avoir manqué aucun match depuis l'inauguration de la ligue.
Après la saison 2003, le Liberty décide de ne pas signer un nouveau contrat. Elle rejoint alors les Sparks de Los Angeles avec qui elle effectue une dernière saison.

### Carrière d'entraîneur
En 2007, elle entame une carrière au poste d'entraîneur, prenant en charge l'équipe ABA de Westchester Phantoms. En avril de l'année suivante, elle rejoint son ancienne université pour prendre un poste d'entraîneur à Westchester Phantoms. Après que l'université ait limogé son entraîneur principal Chris Long en février 2009, elle assure l'intérim à ce poste. Les Lady Techsters remportent les huit premières rencontres jouées sous sa direction. Son bilan sur la fin de la saison 2008-2009 est de 9 victoires pour deux défaites, l'université s'inclinant en demi-finale du tournoi de la Western Athletic Conference puis au deuxième tour du Women's National Invitation Tournament, équivalent masculin du National Invitation Tournament. En avril, l'université annonce que Weatherspoon se voit confier la direction de l'équipe. 
Entre 2016 et 2019, elle travaille dans l'encadrement du Liberty de New York.
Lors de la saison 2019-2020, Weatherspoon est chargée du développement des joueurs two-way pour l'équipe NBA des Pelicans de La Nouvelle-Orléans. En novembre 2020, elle est promue entraîneuse adjointe des Pelicans.

### Vie privée
Elle était également une excellente joueuse de baseball, discipline pratiquée par son père Charles Weatherspoon, joueur des ligues mineures aux Minnesota Twins.

## Club
- 1984-1988 : Louisiana Tech University
- 1988-1992 :  Busto Arsizio
- 1992-1993 :  Magenta
- 1993-1994 :  Società Ginnastica Comense
- 1994-1996 :  CSKA Moscou
- 1997-2003 : Liberty de New York
- 2004 : Sparks de Los Angeles

## Palmarès

### Club
- Championne NCAA en 1988
- Finaliste NCAA en 1987

### Sélection nationale
- Jeux olympiques d'été[5]
  -  Médaille d'or aux Jeux olympiques d'été de 1988 de Séoul
  -  Médaille de bronze aux Jeux olympiques d'été de 1992 à Barcelone
- Championnat du monde
  -  Championne du monde 1986 à Moscou

### Autres
- Médaille d'or des Goodwill Games 1986
- Médaille d'or jeux universitaires 1987

### Distinctions personnelles
- Meilleure défenseure des saisons WNBA 1997 et 1998[6]
- WNBA All-Star en 1999, 2000, 2001, 2002, 2003
- A détenu le record de passes décisives en WNBA avec 1 157.
- Meilleure passeuse de la saison 1997 en WNBA avec 6,1 passes par match[2].
- Meilleure interceptrice de la saison 1997 en WNBA avec 3,0 passes par match[2].
- Meilleure interceptrice de la saison 1998 en WNBA avec 3,3 passes par match[2].
- Détentrice du plus grand nombre d'interception lors de la saison 1997 (85), 1998 (100) 1999 en WNBA (78 mais 2e à la moyenne)[2].
- Première joueuse de WNBA à franchir la barre des 1 000 passes (contre Detroit en 2002)[7].
- Première joueuse de WNBA à franchir la barre des 1 000 passes et des 1 000 points[7].
- Wade Trophy en 1988
- Introduite dans la classe 2010 au Women's Basketball Hall of Fame[8].
- Meilleures joueuses des 15 ans de la WNBA[9]
- Sélection des meilleures joueuses des 20 ans de la WNBA[10]
- Second meilleur cinq de la WNBA (1997, 1998, 1999, 2000)